# Semaeopus flavida
Semaeopus flavida là một loài bướm đêm trong họ Geometridae.